# Permalloy
Permalloy là tên gọi chung của các hợp kim của Niken và Sắt, có thành phần hợp thức là {\displaystyle Ni_{x}Fe_{1-x}} với giá trị x thay đổi từ 20% đến 85%. Trong các sách về từ học và trong kỹ thuật, người ta gọi tên của hợp kim này tương ứng với tỉ lệ niken, ví dụ Permalloy75 là hợp kim permalloy có chứa 75% nguyên tử là niken (hay Ni75Fe25). Hợp kim permalloy là hợp kim có từ tính, thường được sử dụng trong các ứng dụng về từ học. Tên gọi permalloy xuất phát từ chữ ghép per (trong chữ permeability, có nghĩa là từ thẩm), với từ alloy có nghĩa là hợp kim, do permalloy là hợp kim có độ từ thẩm rất cao.

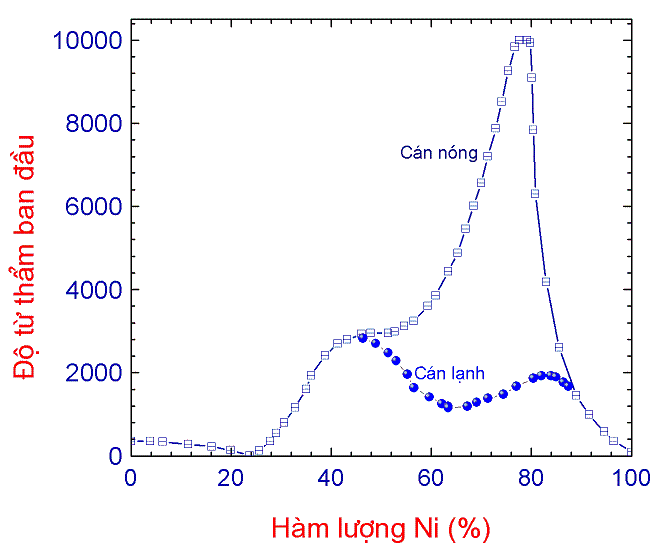
Sự thay đổi của độ từ thẩm ban đầu của permalloy theo hàm lượng Ni 1) Chế tạo bằng phương pháp cán lạnh, 2) Chế tạo bằng cán nóng

Permalloy với tỉ lệ 75% nguyên tử niken được gọi là permalloy chuẩn (Standard permalloy). Permalloy được pha tạp một số nguyên tố khác (ví dụ như Môlipđen - Mo) được gọi là Supermalloy. Trong kỹ thuật, Permalloy thường được viết tắt là Py.

## Cấu trúc và tính chất của permalloy

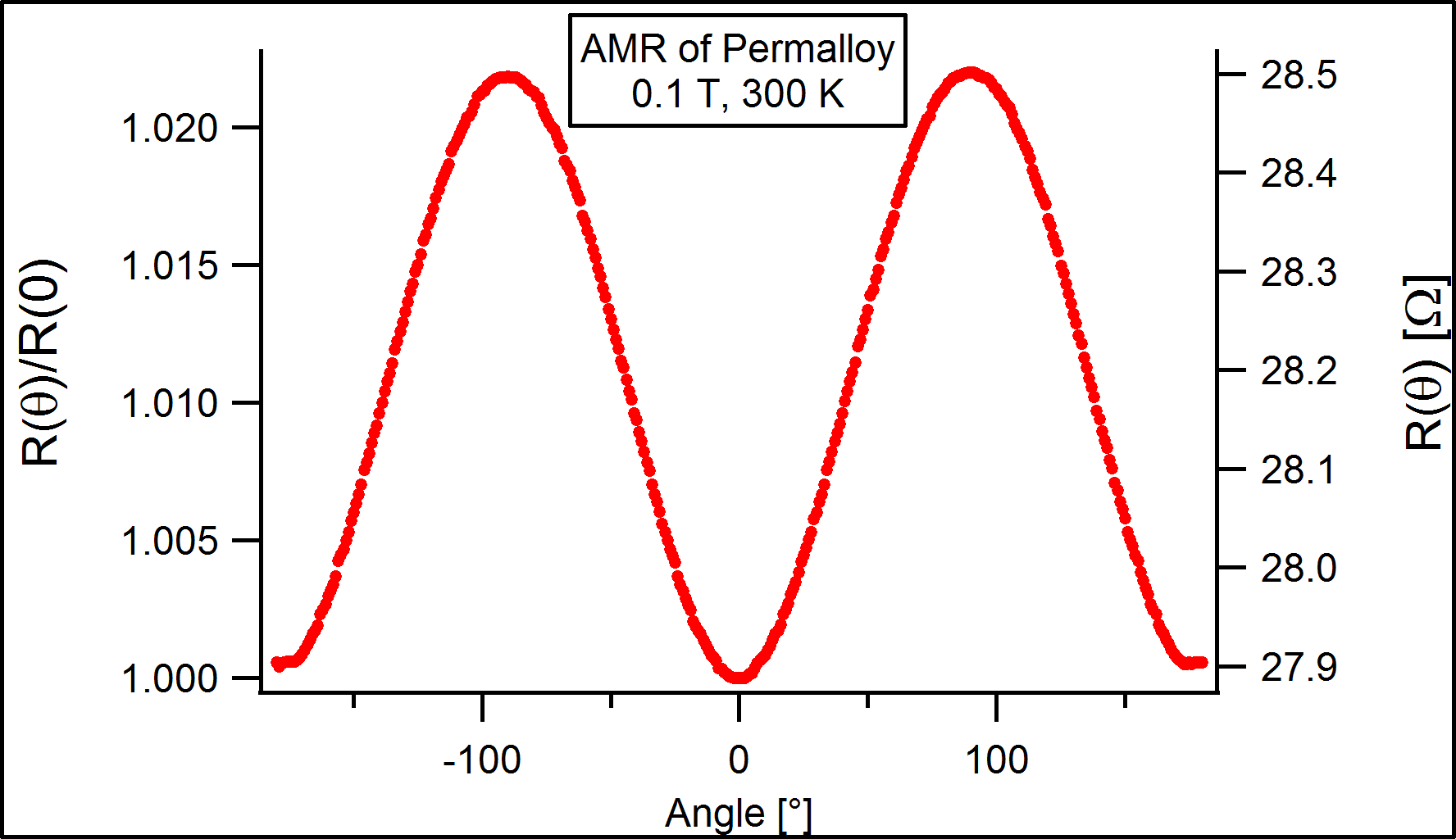
Biểu đồ AMR của Permalloy

Ở dạng khối và đơn tinh thể, permalloy có cấu trúc lập phương tâm mặt điển hình, cấu trúc tinh thể có thể bị thay đổi tùy theo phương pháp chế tạo (ví dụ cấu trúc lục giác xếp chặt khi ở dạng màng mỏng chế tạo bằng phương pháp epitaxy chùm phân tử). Hằng số mạng phụ thuộc vào thành phần hợp kim (chưa xác định quy luật rõ ràng), ví dụ hợp kim permalloy75 có cấu trúc lập phương tâm mặt với hằng số mạng a = 0.3555 nm, khối lượng riêng 8,57.103 kg/m³, thuộc nhóm không gian Pm-3m, trong khi hợp kim permalloy50 có hằng số mạng a = 0.3587 nm, thuộc nhóm không gian Fm-3m, khối lượng riêng 8,24.103 kg/m³. Sự thay đổi của cấu trúc tinh thể theo hàm lượng các nguyên tố phụ thuộc nhiều vào công nghệ chế tạo.
Permalloy là một vật liệu từ mềm điển hình với tính từ mềm rất tốt: có độ từ thẩm rất cao (cả độ từ thẩm ban đầu - có thể đạt tới 10.000 với Permalloy75 và độ từ thẩm cực đại - có thể đạt tới 300.000 lần), lực kháng từ rất nhỏ (có thể tới 1 A/m), nhưng lại có từ độ bão hòa thấp, nhìn chung từ độ bão hòa giảm theo hàm lượng Ni.
Permalloy là vật liệu có độ bền và độ dẻo dai cao, khả năng chống ăn mòn, chống oxy hóa, chống mài mòn rất tốt. Do mang bản chất kim loại, permalloy có điện trở suất rất thấp. Hợp kim permalloy có thể cho hiệu ứng từ điện trở khoảng 5% ở nhiệt độ phòng.

## Kỹ thuật chế tạo và xử lý permalloy

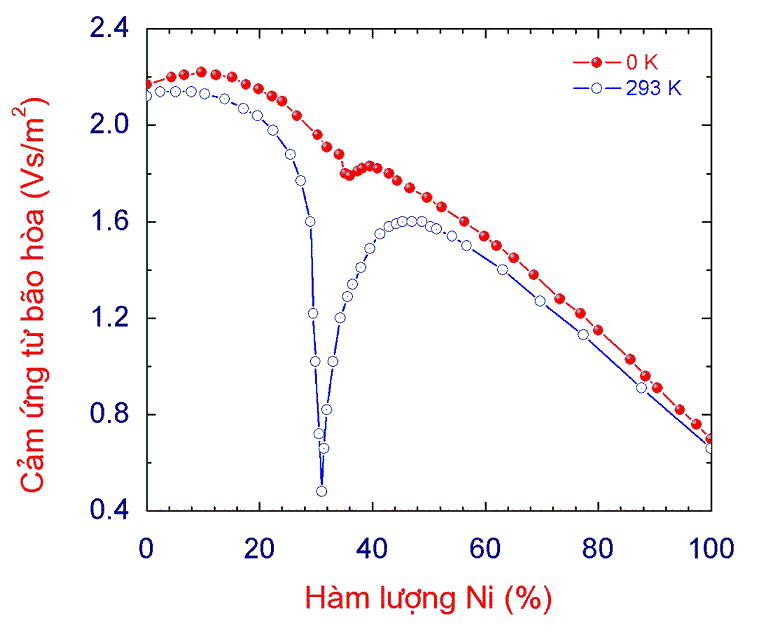
Sự phụ thuộc của từ độ bão hòa vào hàm lượng Ni trong các hợp kim permalloy

Permalloy là một hợp kim có nhiệt độ nóng chảy trung bình (xung quanh 1100oC) do đó nó có thể dễ dàng được tạo ra bằng các kỹ thuật luyện kim:
- Nóng chảy cảm ứng
- Nóng chảy hồ quang
- Lò điện
- Luyện kim bột

Để tạo ra các tính chất từ như mong muốn, người ta còn áp dụng các kỹ thuật chế tạo và xử lý sau khi tạo ra hợp kim:
- Cán nóng, cán lạnh
- Xử lý nhiệt trong từ trường, trong khí hydro

Màng mỏng permalloy có thể dễ dàng tạo ra bằng các kỹ thuật màng mỏng:
- Mạ điện
- Bốc bay nhiệt trong chân không
- Phún xạ catốt
- Lắng đọng chùm laser
- Epitaxy chùm phân tử

## Ứng dụng của permalloy
- Các vật liệu dạng khối được sử dụng trong các lõi biến thế, các cuộn chặn, lõi dẫn từ chất lượng cao sử dụng trong từ trường tần số thấp do hợp kim permalloy là hợp kim có tính chất từ mềm tuyệt vời. Tuy nhiên nó không thể sử dụng trong ứng dụng cao tần do có điện trở suất thấp.
- Các màng mỏng permalloy được sử dụng trong các cảm biến từ trường, các đầu đọc của đĩa cứng, các cấu trúc nano nhân tạo,... Màng mỏng permalloy hiện nay đang là một trong những vật liệu được nghiên cứu mạnh mẽ nhất cho các ứng dụng spintronic sử dụng các vật liệu sắt từ kim loại.